# Obóz specjalny Abwehry w Berlinie-Ruhleben
Obóz specjalny Abwehry w Berlinie-Ruhleben (niem Abwehr Sonderlager in Berlin-Ruhleben) - obóz wywiadowczy Abwehry podczas II wojny światowej
Obóz został utworzony latem 1943 r. w Berlinie-Ruhleben. Później przeniesiono go do Berlina-Spandau West. Funkcję komendanta pełnił Biały Rosjanin Roznatowski. Obóz był przeznaczony dla "wschodnich" robotników przymusowych, którzy przechodzili w nim krótkotrwałe (2- lub 3-tygodniowe) szkolenie propagandowe. Po zajęciach kursanci chodzili na wycieczki, podczas których fotografowali "różne przejawy szczęśliwego życia w Niemczech". Ze zdjęć tworzyli albumy, które mieli pokazywać ludności sowieckiej. Po ukończeniu szkolenia byli wysyłani na okupowane obszary ZSRR do pracy w strukturach niemieckich władz.